# José Belloni
José Belloni (n. 12 septembrie 1882, Montevideo — d. 28 noiembrie 1965) a fost un sculptor uruguayan al școlii realiste.

## Biografie
José Belloni s-a născut la Montevideo, în 1882. Familia sa s-a întors în Europa, în 1890 familia Bellonis stabilindu-se la Lugano, Elveția. De timpuriu a devenit interesat în sculptură, mentorul său fiind Luis Vasseli, și a câștigat o bursă care l-a dus pentru scurt în Uruguay în 1899. Mai târziu s-a înscris la Academia de Arte Frumoase din München și a participat la numeroase expoziții în toată Europa.
Revenind în Uruguay, Belloni a devenit instructor în cadrul Comitetului pentru Încurajarea Artelor Plastice, și în 1914 a fost ales pentru a-i succeda pictorului Carlos María Herrera ca director al instituției. Belloni a creat o sculptură ca omagiu adus predecesorului său recent decedat, iar dezvelirea sa, petrecută mai târziu în acel an, în parcul Paseo del Prado din Montevideo a creat o cerere pentru lucrările sale ca monumente.
Prima dintre aceste lucrări ale lui Belloni a fost La Carreta (Căruța), o odă pentru căruțașii carelor cu boi omniprezenți în secolul al XIX-lea. Monumentul a fost turnat în Florența, Italia de către Turnătoria artistică Ferdinando Marinelli și dezvelit într-un parc din oraș (astăzi Parcul José Batlle y Ordoñez) în 1919. A urmat La Música (1923), un monument realizat pentru William Tell (1931), (de asemenea, turnat la turnătoria Ferdinando Marinelli din Florența). Belloni a contribuit cu numeroase bronzuri și basoreliefuri pentru Adunarea Generală a Uruguayului.
Belloni a predat și pictura la Școala de Arhitectură a Universității din Montevideo. A continuat să sculpteze, iar printre lucrările sale bine cunoscute din această perioadă a fost Nuevos rumbos (Noile căi), o lucrare naturalistă cu vedere spre Parcul Rodó, precum și un monument scriitorului și parlamentarului care dă numele parcului José Enrique Rodó. Belloni a terminat El entrevero (Lupta) aproape de sfârșitul său, în 1965, la vârsta de 83. Capodopera a fost plasată în Plaza Fabini, pe Bulevardul 18 iulie  din Montevideo în 1967.
|  |  |  |  |